# Dampmart
Dampmart és un municipi francès, situat al departament de Sena i Marne i a la regió de Illa de França. L'any 2007 tenia 3.092 habitants.
Forma part del cantó de Lagny-sur-Marne, del districte de Torcy i de la Comunitat d'aglomeració Marne i Gondoire.

## Demografia

### Població
El 2007 la població de fet de Dampmart era de 3.092 persones. Hi havia 1.149 famílies, de les quals 266 eren unipersonals (90 homes vivint sols i 176 dones vivint soles), 365 parelles sense fills, 445 parelles amb fills i 73 famílies monoparentals amb fills.
La població ha evolucionat segons el següent gràfic:
Habitants censats

### Habitatges
El 2007 hi havia 1.256 habitatges, 1.170 eren l'habitatge principal de la família, 18 eren segones residències i 68 estaven desocupats. 1.008 eren cases i 231 eren apartaments. Dels 1.170 habitatges principals, 915 estaven ocupats pels seus propietaris, 228 estaven llogats i ocupats pels llogaters i 27 estaven cedits a títol gratuït; 43 tenien una cambra, 100 en tenien dues, 180 en tenien tres, 311 en tenien quatre i 536 en tenien cinc o més. 892 habitatges disposaven pel capbaix d'una plaça de pàrquing. A 523 habitatges hi havia un automòbil i a 531 n'hi havia dos o més.

### Piràmide de població
La piràmide de població per edats i sexe el 2009 era:
| Homes | Edats   | Dones |
| ----- | ------- | ----- |
| 0     | 95 o +  | 12    |
| 4     | 90 a 94 | 16    |
| 4     | 85 a 89 | 24    |
| 4     | 80 a 84 | 12    |
| 16    | 75 a 79 | 36    |
| 56    | 70 a 74 | 52    |
| 40    | 65 a 69 | 40    |
| 88    | 60 a 64 | 64    |
| 80    | 55 a 59 | 92    |
| 112   | 50 a 54 | 88    |
| 120   | 45 a 49 | 140   |
| 152   | 40 a 44 | 108   |
| 68    | 35 a 39 | 136   |
| 92    | 30 a 34 | 112   |
| 104   | 25 a 29 | 72    |
| 76    | 20 a 24 | 60    |
| 80    | 15 a 19 | 108   |
| 112   | 10 a 14 | 128   |
| 52    | 5 a 9   | 88    |
| 64    | 0 a 4   | 68    |

## Economia
El 2007 la població en edat de treballar era de 2.049 persones, 1.576 eren actives i 473 eren inactives. De les 1.576 persones actives 1.434 estaven ocupades (758 homes i 676 dones) i 140 estaven aturades (66 homes i 74 dones). De les 473 persones inactives 160 estaven jubilades, 167 estaven estudiant i 146 estaven classificades com a «altres inactius».

### Ingressos
El 2009 a Dampmart hi havia 1.170 unitats fiscals que integraven 3.091 persones, la mediana anual d'ingressos fiscals per persona era de 23.551 €.

### Activitats econòmiques
Dels 114 establiments que hi havia el 2007, 2 eren d'empreses alimentàries, 5 d'empreses de fabricació d'altres productes industrials, 36 d'empreses de construcció, 23 d'empreses de comerç i reparació d'automòbils, 12 d'empreses de transport, 1 d'una empresa d'hostatgeria i restauració, 3 d'empreses d'informació i comunicació, 1 d'una empresa financera, 3 d'empreses immobiliàries, 19 d'empreses de serveis, 7 d'entitats de l'administració pública i 2 d'empreses classificades com a «altres activitats de serveis».
Dels 37 establiments de servei als particulars que hi havia el 2009, 1 era una oficina de correu, 2 tallers de reparació d'automòbils i de material agrícola, 3 paletes, 6 guixaires pintors, 5 fusteries, 9 lampisteries, 7 electricistes, 1 empresa de construcció, 1 restaurant, 1 agència immobiliària i 1 saló de bellesa.
Dels 4 establiments comercials que hi havia el 2009, 1 era una botiga de més de 120 m², 1 una botiga de menys de 120 m², 1 una botiga de mobles i 1 una botiga de material de revestiment de parets i terra.
L'any 2000 a Dampmart hi havia 6 explotacions agrícoles.

## Equipaments sanitaris i escolars
L'únic equipament sanitari que hi havia el 2009 era una farmàcia.
El 2009 hi havia 1 escola maternal i 1 escola elemental.

## Poblacions més properes
El següent diagrama mostra les poblacions més properes.